# Fulco
Fulco (em grego medieval: φοῦλκον; romaniz.: phoulkon; em latim: fulcum) era uma formação de infantaria utilizada pelos militares do final do Império Romano e Império Bizantino. Nela, a infantaria fecha as fileiras e as duas ou três primeiras fileiras formam uma parede de escudos, enquanto as que estão atrás deles lançam projéteis. Foi usado em posições ofensivas e defensivas.

## Etimologia
O termo phoulkon é atestado pela primeira vez no Estratégico do imperador Maurício (r. 582–602), um manual militar escrito nos anos 590. Escrito em grego, o autor "também empregava frequentemente termos latinos e outros que são de uso militar comum", pois o latim continuava sendo a língua do exército na época. Portanto, a palavra, como outra terminologia militar encontrada no manual, é quiçá uma transliteração grega da palavra latina *fulcum, embora o termo em latim não seja atestado em nenhum texto sobrevivente. O único outro autor bizantino precoce a usar o termo foi Teófanes, o Confessor, que descreve Razates organizando suas tropas em três fulcos ao enfrentar o exército de Heráclio (r. 610–641) na Batalha de Nínive de 627. Mais tarde, escritos bizantinos, como Sobre Escaramuças e Preceitos Militares, descrevem manter uma porção de tropas, cavalaria ou infantaria, em fulcos para servir de guarda, enquanto o resto do exército se dispersa para pilhagem ou forrageamento. Esses usos posteriores parecem ter evoluído para significar simplesmente uma "formação de batalha", em vez da descrição específica de Maurício de uma tática da parede de escudos.
Não existe consenso sobre a etimologia de phoulkon. Uma proposta deriva da palavra furca, um garfo, para descrever um corpo de tropas dispostas em forma de cunha. Outra proposta deriva o termo de uma palavra germânica que descreve um corpo de tropas; termos semelhantes são encontrados nos idiomas germânicos, incluindo folc ("hoste, exército"; cf. gefylce "tropa, divisão") do inglês antigo, folc ("tropa, divisão") do saxão antigo, für ("povo, hoste, tropa ") e fylki (" matriz, formação ") do nórdico antigo.

## Formação
O Estratégico descreve o fulco como uma formação de infantaria de ordem estreita. Antes do contato próximo com o inimigo e fora do alcance do arco e flecha, o comando ad fulco (αδ φουλκω) seria emitido, e a infantaria deveria fechar fileiras e formar uma parede de escudos a partir das duas primeiras linhas. À medida que avançavam, a infantaria leve da retaguarda disparava flechas no inimigo, enquanto a infantaria pesada podia lançar dardos marciobárbulos ou atirar suas lanças antes de se aproximar para se envolver em um combate corpo a corpo com a espata. Se confrontadas com a cavalaria inimiga, as três primeiras fileiras do fulco formariam uma parede de escudos e lançariam suas lanças para fora enquanto fixavam as extremidades no chão, enquanto a terceira fileira e a retaguarda arremessariam projéteis e a infantaria leve dispararia flechas.
Embora só o Estratégico descreva explicitamente essa formação como fulco, essas táticas parecem ter sido estabelecidas na prática romana como comparável com os registros anteriores:
| “ | "Se o inimigo [cavalaria], tentando acertar uma flecha, tenta quebrar ou desalojar a falange [...] então a infantaria fecha de maneira regular. E os homens na primeira, segunda e terceira fileira devem se transformar num fulco isto é, um escudo sobre o outro, e, arremessando as lanças para a frente além dos escudos, fixam-nos firmemente no chão [...] Também apoiam os ombros e colocam o peso nos escudos, para que possam suportar facilmente a pressão dos que estão do lado de fora. O terceiro homem, mais ereto, e o quarto, segurando suas lanças como dardos, apunhalam os que se aproximam ou os atiram e empunham suas espadas." | ” |
|   | — Estratégico. |   |

| “ | "Se [a cavalaria inimiga] se aproximar, as três primeiras fileiras, fechando seus escudos e exercendo pressão com seus ombros, devem receber o ataque o mais firmemente possível e travando-se muito perto, pressionando-se o mais firmemente possível. A quarta fileira deve disparar lanças sobre a cabeça, enquanto a terceira deve atacar com suas lanças ou lançá-las como dardos de maneira irrestrita nos cavalos e cavaleiros." | ” |
|   | — Guerra contra os Alanos de Arriano. |   |

Descrições de paredes de escudos usadas no ataque e como formação anti-cavalaria com lanças presas ao solo existem ao longo da história romana, embora escritores não militares tendessem a usar o vocabulário clássico na descrição de formações como testudo, sua tradução para o grego quelone (χελώνη) ou uma falange. No entanto, essas descrições se referiam ao uso de paredes de escudo em batalha, em oposição à clássica formação testudo usada na guerra de cerco. Exemplos incluem a Batalha de Calínico, onde um pequeno grupo de infantaria bizantina e cavalaria desmontada na retaguarda formaram um muro de escudos que deteve os cavaleiros e cavalaria persas e a Batalha de Taginas, onde um pequeno grupo de cinquenta soldados bizantinos tomou uma colina e formou uma "falange" que continha reteve cargas de cavalaria ostrogótica com sua parede de escudos e lanças aterradas.